# Clarence Cameron White

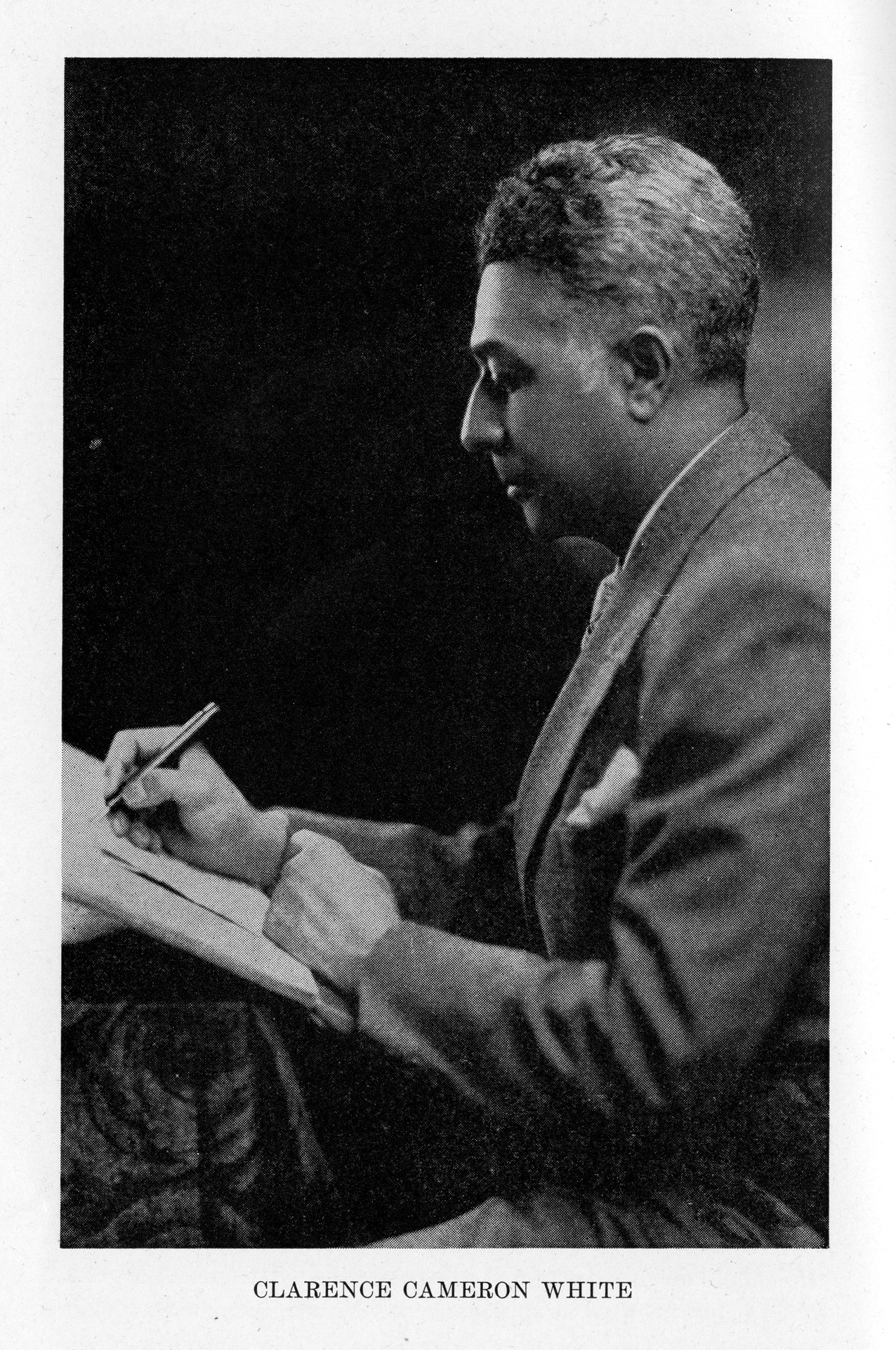
Clarence Cameron White in 1936

Clarence Cameron White (Clarksville, 10 augustus 1880 – New York, 30 juni 1960) was een Afro-Amerikaans componist, muziekpedagoog, dirigent en violist.

## Levensloop
White groeide op in achtereenvolgens Oberlin, Chattanooga en in Washington. Hij kreeg op achtjarige leeftijd zijn eerste vioolles bij Will Marion Cook en later van Martin Legowitz. Hij studeerde pedagogiek aan de Howard University in Washington in 1894 tot 1895 en behaalde zijn Bachelor of Arts. Vervolgens studeerde hij van 1896 tot 1901 aan het Oberlin Conservatory of Music in Oberlin (Ohio) waar hij zijn Master of Music behaalde en was toen in het orkest van het conservatorium de enige Afrikaanse Amerikaan. Verder studeerde hij aan de Hartford School of Music en met een studiebeurs van E. Azalia Hackley - in 1906 en van 1908 tot 1911 - privé bij Samuel Coleridge-Taylor (compositie) en bij Michael Zacharewitsj (viool) in Londen alsook met een studiebeurs van de Julius Rosenwald Foundation bij Raoul Laparra in Parijs (1930–1932).
Hij trad als viool solist op in Boston, New Haven en New York waar hij bekend werd met Paul Laurence Dunbar, Harry T. Burleigh en Booker T. Washington. In 1903 werd hij uitgenodigd aan het conservatorium van Washington te doceren en bleef in deze functie tot 1907. Later werkte hij eveneens in openbare scholen als muziekleraar. Na zijn terugkomst uit Europa richtte hij in 1914 in Boston een studio op en werd dirigent van het Victoria Chamber Orchestra van 1916 tot 1920. Van 1924 tot 1931 was hij muziekdirecteur van het West Virginia State College. Van 1932 tot 1935 was hij dirigent van de Hampton Institute Choir en was docent aan het Hampton Institute. Als violist speelde hij ook in het Witte Huis voor de Amerikaanse presidenten William McKinley en Franklin Delano Roosevelt.
Samen met R. Nathaniel Dett richtte hij in 1916 de National Association of Negro Music Teachers op. De werkzaamheden voor deze organisatie werden door de Eerste Wereldoorlog onderbroken. Hun werk werd door Nora Holt vervangen, die zelf in 1919 de National Association of Negro Musicians oprichtte.
Als componist schreef hij zijn bekendste werken vanaf 1925. In 1932 ontving hij voor zijn opera Ouanga! de David Bispham Medaille van de American Opera Society of Chicago en in 1954 werd zijn orkestwerk Elegy met de "Benjamin Award" bekroond.

## Composities

### Werken voor orkest
- 1928 Symfonie in d mineur, voor orkest
- 1942 Kutamba Rhapsody, voor strijkorkest en pauken
- 1945 Concert in g mineur, voor viool en orkest
- 1952 Concertino in d mineur, voor orkest
- 1955 Dance Rhapsody, voor orkest
- 1955 Poem, voor orkest
- Divertimento, voor orkest
- Elegy, voor orkest
- On the Bayou, voor orkest
- Suite on Negro Themes, voor orkest

### Werken voor harmonieorkest
- 1921 From the Cotton Fields, voor harmonieorkest bewerkt door Mayhew Lester Lake
- Bandanna sketches (Four negro spirituals), voor harmonieorkest bewerkt door Mayhew Lester Lake
  1. Chant (Nobody Knows de Trouble I've Seen)
  2. Lament (I'm troubled in Mind)
  3. Slave Song (Many Thousand gone)
  4. Negro Dance (Sometimes I feel like a Motherless Child)
- Tambour, voor harmonieorkest bewerkt door Erik W. G. Leidzén
- Triumphal March

### Muziektheater

#### Opera's
| Voltooid in | titel            | aktes       | première               | libretto                                                              |
| ----------- | ---------------- | ----------- | ---------------------- | --------------------------------------------------------------------- |
| 1932        | Ouanga!          | 3 bedrijven | november 1932, Chicago | John Frederick Matheus, naar de biografie van Jean-Jacques Dessalines |
| 1952        | Carnival Romance |             |                        |                                                                       |

#### Balletten
| Voltooid in | titel                 | aktes | première | libretto | choreografie |
| ----------- | --------------------- | ----- | -------- | -------- | ------------ |
| 1933        | A Night in Sans Souci |       |          |          |              |

#### Toneelmuziek
- 1929 Tambour muziek voor het gelijknamige toneelstuk in twee bedrijven - tekst: John Frederick Matheus

### Vocale muziek

#### Cantates
- 1959-1960 Heritage

#### Werken voor koor
- 1940 Traditional Negro Spirituals, voor gemengd koor
  1. Can I ride?
  2. Cert'nly, Lord!
  3. Down by the riverside
  4. Every time I feel the spirit
  5. Get on board, little children
  6. Hear the good news!
  7. I got a robe
  8. I hear of a city called Heaven
  9. In that great gettin' up mornin'
  10. I want Jesus to walk with me
  11. Look away
  12. Lonesome valley
  13. Lord, hear me prayin'
  14. Old time religion
  15. Ride on, Jesus
  16. Steal away
  17. Trouble will bury me down
  18. Walk together children
  19. We are climbing Jacob's ladder
  20. Were you there?

#### Liederen
- 1927 Forty Negro Spirituals, voor zangstem en viool
- Two Negro Melodies, voor bariton en piano

### Kamermuziek
- 1916 Bandanna sketches (Four negro spirituals), voor viool en piano, op. 12
  1. Chant (Nobody Knows de Trouble I've Seen)
  2. Lament (I'm troubled in Mind)
  3. Slave Song (Many Thousand gone)
  4. Negro Dance (Sometimes I feel like a Motherless Child)
- 1920 From the cotton fields, voor viool en piano, op. 18
- 1920 Strijkkwartet in c mineur, op. 20
- 1920 Suite in c mineur, voor strijkkwartet
- 1921 Cabin Memories, voor viool en piano
- 1931 Prelude, Dawn, Jublilee, Halleluja, voor strijkkwartet
- 1931 Quatuor en do mineur, voor strijkkwartet
- 1954 Fantasie, voor cello en piano
- 1955 Legende d’Afrique, voor cello en piano
- 1956 Spiritual Suite, voor vier klarinetten
- Levee Dance, voor viool en piano, op. 26
- Strijkkwartet gebaseerd op Negro Folk tunes in c mineur, op. 29

## Discografie
- Out of the Depths - Music by African-American Composers, Citadel CTD 88143, The Keystone Wind Ensemble, Jack Stamp